# Albalate del Arzobispo
Albalate del Arzobispo (em aragonês: Albalat de l'Arzebispe) é um município da Espanha na província de Teruel, comunidade autónoma de Aragão. Tem 205,7 km² de área e em 2021 tinha 1 977 habitantes (densidade: 9,6 hab./km²).

## Demografia
| Variação demográfica do município entre 1991 e 2004 | Variação demográfica do município entre 1991 e 2004 | Variação demográfica do município entre 1991 e 2004 | Variação demográfica do município entre 1991 e 2004 |
| --------------------------------------------------- | --------------------------------------------------- | --------------------------------------------------- | --------------------------------------------------- |
| 1991                                                | 1996                                                | 2001                                                | 2004                                                |
| 2449                                                | 2434                                                | 2185                                                | 2180                                                |